# Arnim Basche

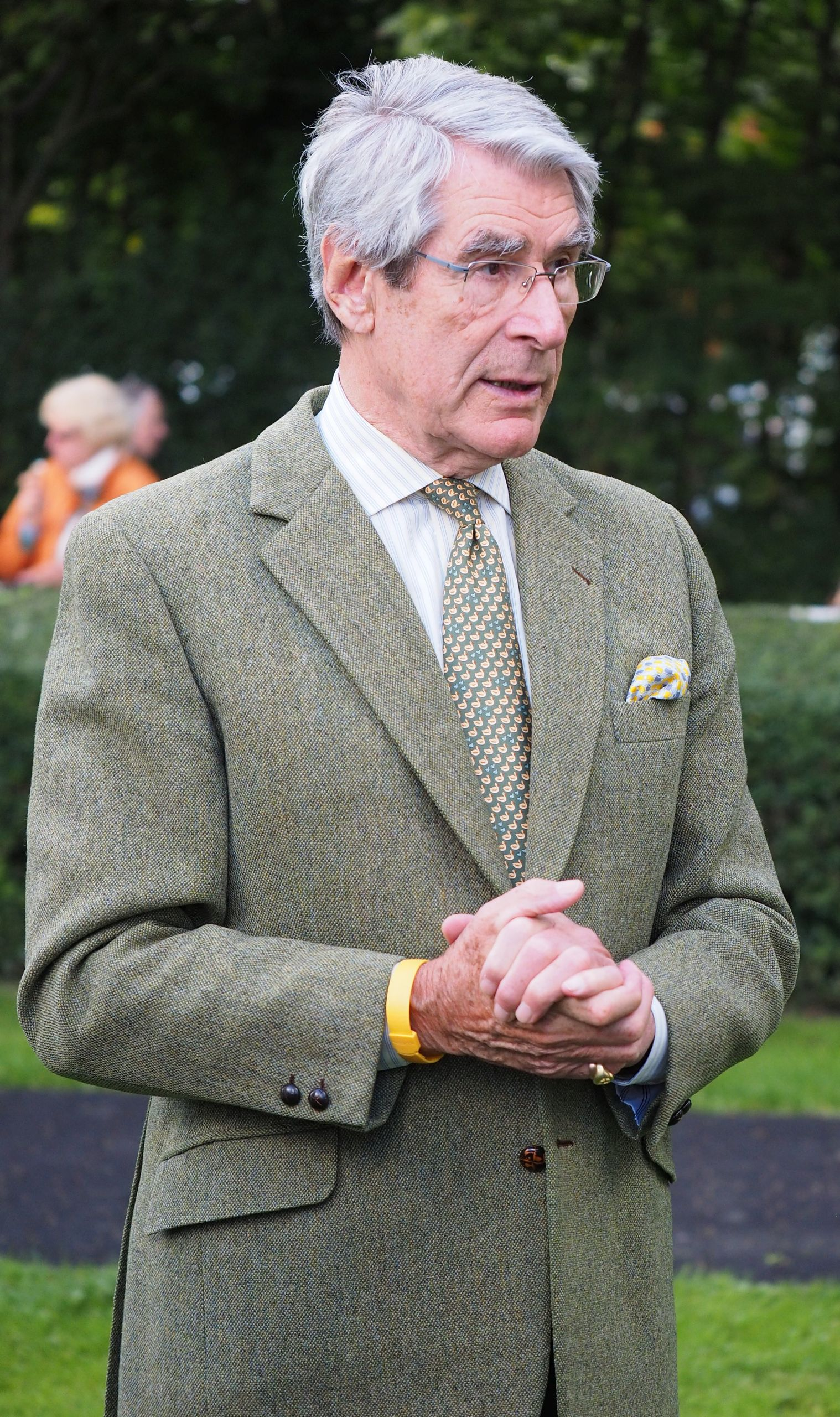
Arnim Basche auf der Neuen Bult (2015)

Arnim Joachim Basche (* 9. September 1934 in Dresden; † 5. Januar 2021) war ein deutscher Sportjournalist, Buchautor und Moderator.

## Leben
Arnim Basche studierte zunächst vier Semester Wirtschaftswissenschaften und wandte sich dann dem Journalismus zu. Ab 1961 betätigte er sich als Sportreporter beim WDR. 1963 stieß er zum Moderatorenteam der ARD-Sportschau. Für Sportsendungen betätigte sich Arnim Basche zudem als Produzent, so für Der Weg nach Innsbruck und Der Weg nach Tokio.
Seit 1971 war Basche freier Mitarbeiter beim ZDF, für das er ab 1972 auch die Moderation des Aktuellen Sportstudios übernahm. 1973 wurde er darüber hinaus Studioleiter für Sport beim ZDF in Düsseldorf. Für seine Berichterstattung von sportlichen Großereignissen wurde Basche mehrfach ausgezeichnet, so auch vom Nationalen Olympischen Komitee.
Ein besonderer Schwerpunkt von Arnim Basches journalistischer Arbeit lag auf dem Pferdesport. Von 1968 bis 1969 war er Pressereferent der Deutschen Reiterlichen Vereinigung. Außerdem veröffentlichte er mehrere Fachbücher über Pferdesport und las zudem 2001 eine Hörbuch-Version von Monty Roberts’ Das Wissen der Pferde ein. Online zugänglich ist seine Portraitreihe legendärer Pferde.
Eine parodistische Variante seiner Tätigkeit als Sportreporter und -moderator lieferte Basche 1970, als er in Tom Toelles futuristischer Fernsehsatire Das Millionenspiel bei einer fiktiven Spielshow, bei der die Kandidaten für eine Million DM eine Woche lang die Jagd von drei Serienkillern überleben mussten, neben seinem Kollegen Heribert Faßbender als Streckenreporter agierte.

## Veröffentlichungen (Auswahl)
- 1978: Turf. Vollblutzucht und Galopprennsport, BLV, München-Bern-Wien.
- 1981: Die schönste Welt der Pferde, Naturalis, München.
- 1984: Geschichte des Pferdes, Sigloch, Künzelsau; 2. Auflage: Stürtz, Würzburg 1991.

## Filmografie (Auswahl)
- 1970: Das Millionenspiel

## Trivia
In einer Sendung des Aktuellen Sportstudios unterlief ihm 1973 der Versprecher „Kickenbacher Offers“ statt Offenbacher Kickers.